# Amstel Gold Race 2011
Amstel Gold Race 2011 blev arrangeret 17. april 2011, og var den 46. udgave af cykelløbet Amstel Gold Race. Philippe Gilbert vandt som i 2010.
Udover de 18 ProTeams var Cofidis, Farnese Vini-Neri Sottoli, Landbouwkrediet, Skil-Shimano, Topsport Vlaanderen-Mercator og Verandas Willems-Accent inviteret.

## Resultater
| Nr. | Navn               | Hold               | Tid     |
| --- | ------------------ | ------------------ | ------- |
| 1   | Philippe Gilbert   | Omega Pharma-Lotto | 6:30.44 |
| 2   | Joaquim Rodriguez  | Katusha            | + 2     |
| 3   | Simon Gerrans      | Team Sky           | + 4     |
| 4   | Jakob Fuglsang     | Leopard Trek       | + 5     |
| 5   | Aleksandr Kolobnev | Katusha            | + 5     |
| 6   | Óscar Freire       | Rabobank           | + 5     |
| 7   | Björn Leukemans    | Vacansoleil-DCM    | + 7     |
| 8   | Ben Hermans        | Team RadioShack    | + 18    |
| 9   | Robert Gesink      | Rabobank           | + 19    |
| 10  | Paul Martens       | Rabobank           | + 26    |